# Homeshake
Homeshake (estilizado HOMESHAKE) é um projeto musical de Peter Sagar, residente de Montreal conhecido por ter sido guitarrista da banda de Mac DeMarco.
Iniciado em 2012 com contribuições de Mark Goetz, Greg Napier, e Brad Loughead, em 2014 Sagar deixou a banda de DeMarco para focar no Homeshake; a gravadora Fixture Records lançou sua fita cassete de estreia, The Homeshake Tape em Janeiro de 2013, e mais outra intitulada Dynamic Meditation em Outubro de 2013. Em seguida, o álbum de estreia In the Shower foi lançado em 2014, e o álbum Midnight Snack em 2015. O terceiro álbum, Fresh Air, foi lançado em 2017.
O estilo musical de Homeshake é classificado pela AllMusic como indie pop, influenciado por R&B contemporâneo, contendo ainda traços de smooth soul e lo-fi, com um estilo caseiro.

## Discografia

### Álbuns de estúdio
- In the Shower (2014)
- Midnight Snack (2015)
- Fresh Air (2017)
- Helium (2019)
- Under The Weather (2021)

### Singles
- "Making a Fool of You" (2014)
- "Cash Is Money" (2014)
- "I Don't Play" (2015)
- "Heat" (2015)
- "Faded" (2015)
- "Give It To Me" (2015)
- ";(" (2016)
- "Call Me Up" (2016)
- "Every Single Thing" (2017)
- "khmlwugh" (2017)
- "Like Mariah" (2018)
- "Nothing Could Be Better"(2018)
- "Just Like My" (2019)
- "Another Thing" (2019)
- "Monsoon (with Homeshake)" (2021)
- "Vacuum" (2021)
- "Passenger Seat" (2021)
- "I Know I Know I Know" (2021)

### Fitas cassete e mixtapes
- The Homeshake Tape (2013)
- Dynamic Meditation (2013)